# أندرياس هوفر
اندرياس هوفر (بالألمانية: Andreas Hofer)‏ (و. 1962 – م) هو ممثل، وممثل أفلام من ألمانيا. ولد في أسنابروك.

## وصلات خارجية
- أندرياس هوفر على موقع IMDb (الإنجليزية)
- أندرياس هوفر على موقع ألو سيني (الفرنسية)
- أندرياس هوفر على موقع قاعدة بيانات الفيلم (الإنجليزية)
- أندرياس هوفر على موقع كينوبويسك (الروسية)